# Barraca de Can Llopart
La barraca de Can Llopart, o barraca B-23, és una barraca de vinya situada al municipi de Subirats (Alt Penedès), a les vinyes de Cal Llopart, al turó de Can Llopard de la Costa, a 400 m. a l'est de la masia semi derruïda de Cal Lluís.
Construcció aixecada en pedra seca sobre una superfície plana, de planta circular i forma troncocònica, de 2,10 m de diàmetre interior i una alçada màxima de 2,00 m. Al seu interior hi ha una fornícula. La construcció és de la tipologia de sostre de falsa volta, típic en aquestes edificacions (acostament de filades de pedra seca, sense cap mena de material d'unió, i amb una gran llosa per tapar el sostre). La llinda de la porta és plana, de grans proporcions, on destaquen els blocs de pedra de talla regular. El portal està orientat al sud-su-est, té una alçada de 106 cm, una amplada de 58 cm i un gruix de 74 cm. El sostre de la barraca està recobert de terra, utilitzada com a reforç de les pedres de la cúpula. Hi ha crescut algunes herbes, ara seques.
El codi utilitzat en la denominació d'aquesta barraca (lletra + número) procedeix d'un estudi realitzat per Araceli Soler i Jaume Rovira, que intenta sistematitzar la informació sobre aquests elements arquitectònics al terme de Subirats.